# Carlo Chenis
Carlo Chenis SDB (ur. 20 kwietnia 1954 w Turynie, zm. 19 marca 2010 w Rzymie) – włoski duchowny katolicki, biskup Civitavecchia-Tarquinia w latach 2007-2010.

## Życiorys
Święcenia kapłańskie przyjął 26 maja 1984 w zgromadzeniu księży salezjanów. Po święceniach został wykładowcą na Papieskim Uniwersytecie Salezjańskim. W 1995 objął stanowisko sekretarza Papieskiej Komisji ds. Kościelnych Dóbr Kultury, zaś w 2004 został ponadto członkiem Papieskiej Komisji Archeologii Sakralnej.
21 grudnia 2006 papież Benedykt XVI mianował go biskupem Civitavecchia-Tarquinia. Sakry biskupiej udzielił mu 30 września 2006 kard. Tarcisio Bertone.
Zmarł w rzymskiej Poliklinice Gemelli 19 marca 2010.